# کریگ آرمسترانگ (آهنگساز)
کریگ آرمسترانگ (انگلیسی: Craig Armstrong؛ زادهٔ ۲۹ آوریل ۱۹۵۹) یک موسیقی‌دان اهل اسکاتلند است.
از فیلم‌های او می‌توان به منتقد اشاره کرد.